# Fort Prinz Karl

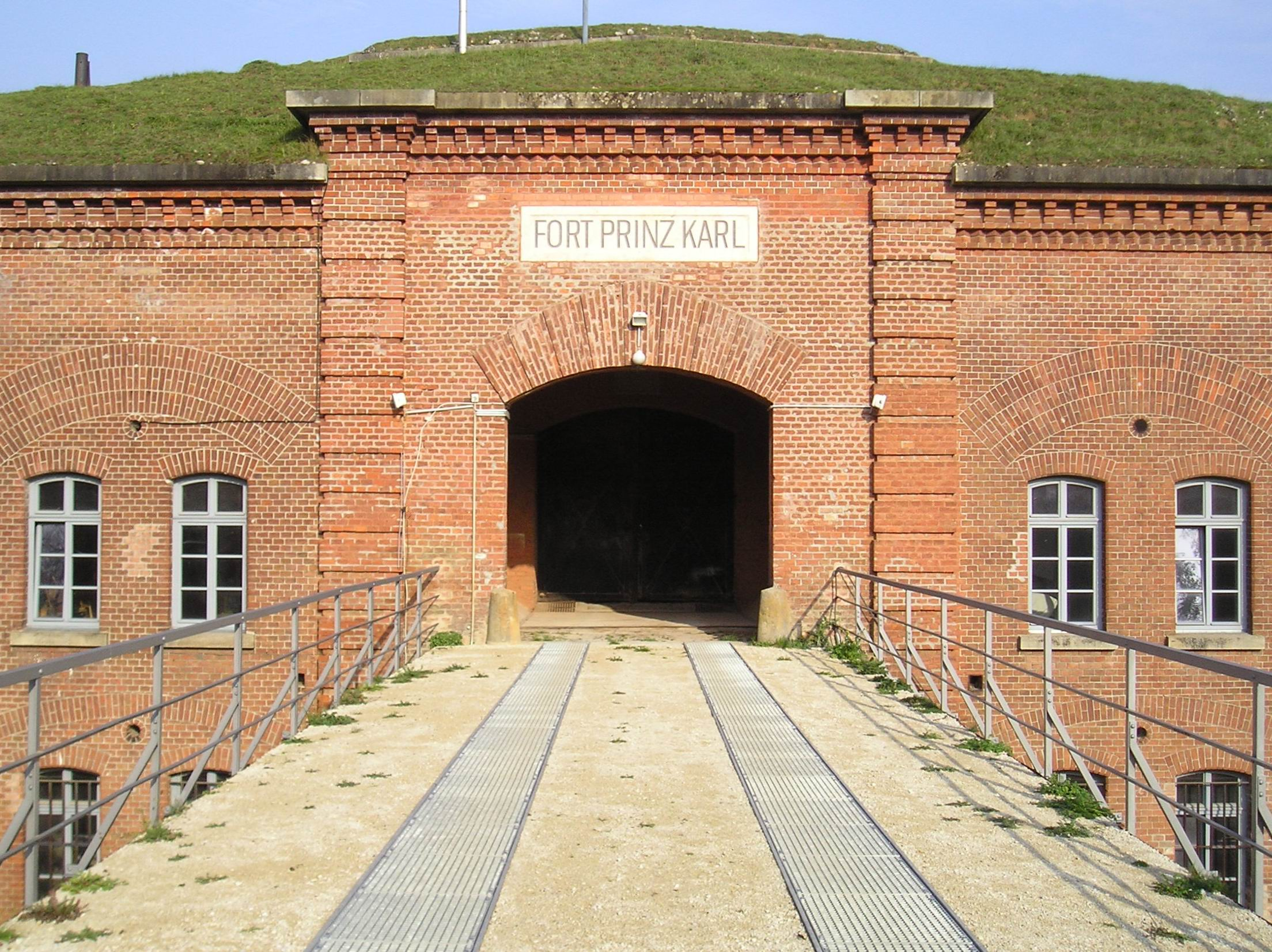
Haupteingang des Forts Prinz Karl mit Kehlkaserne

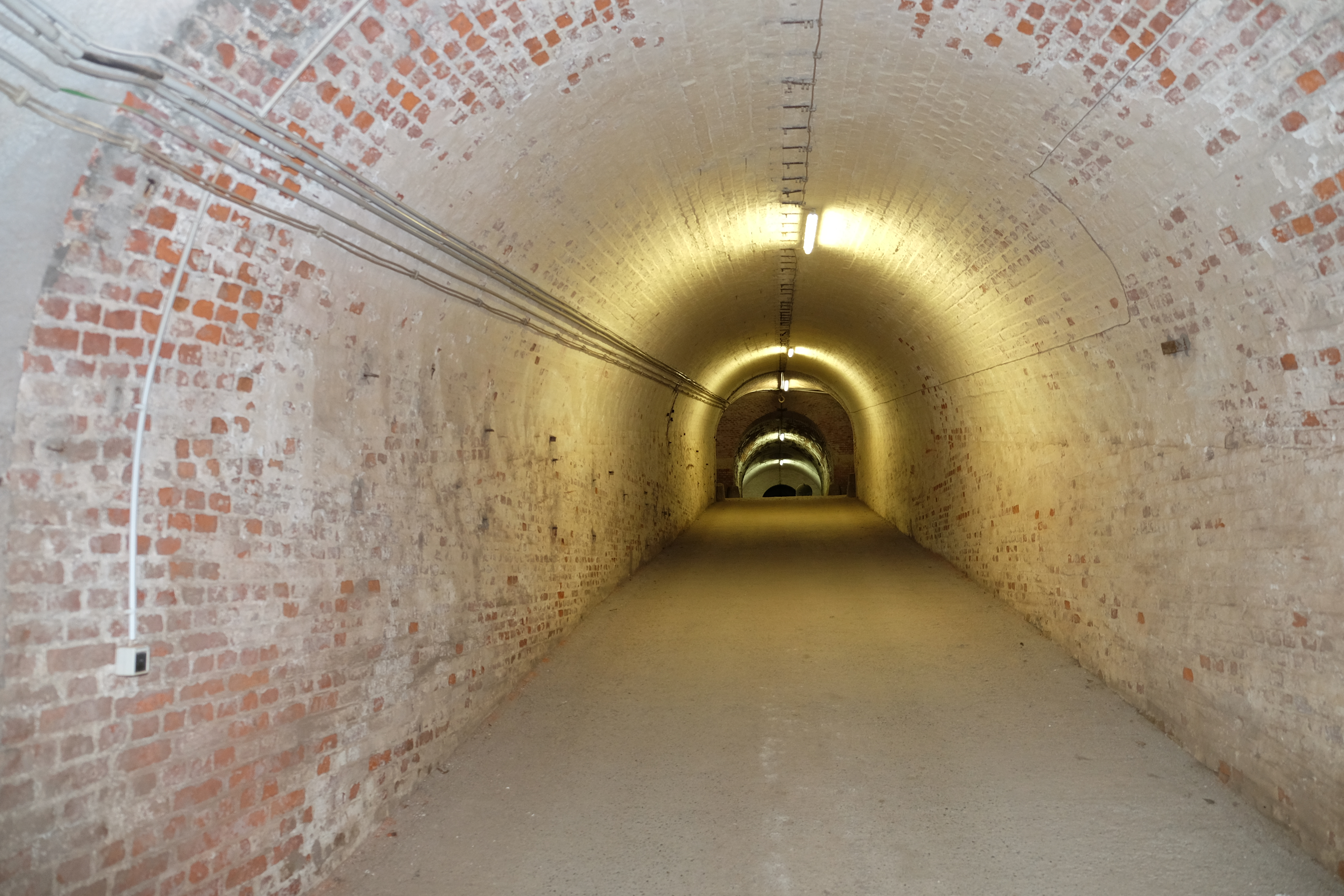
Gewölbegang

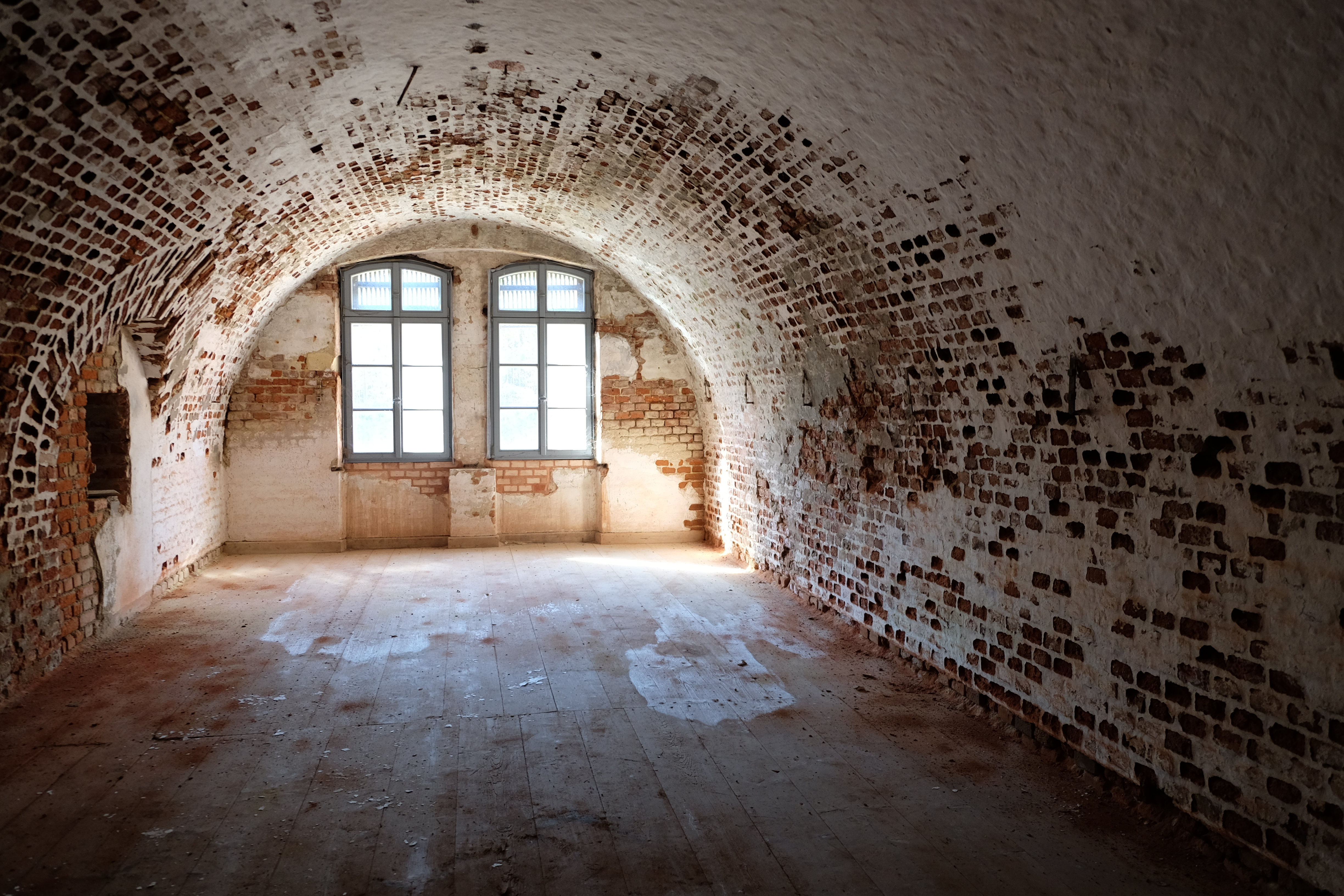
Mannschaftsunterkunft

Das Fort Prinz Karl ist das einzige weitgehend erhaltene Fort des äußeren Fortgürtels der Bayerischen Landesfestung Ingolstadt. Es befindet sich nordöstlich von Ingolstadt auf dem Großen Weinberg südlich der kleinen Ortschaft Katharinenberg, einem Gemeindeteil der Gemeinde Großmehring im Landkreis Eichstätt von Oberbayern. Benannt ist es nach Prinz Karl von Bayern.
Die Anlage ist unter der D-1-76-129-18 als Baudenkmal verzeichnet. Ebenso wird sie als Bodendenkmal unter der Aktennummer D-1-7235-0068 als „Befestigung der späten Neuzeit (Teil der Landesfestung Ingolstadt: Fort Prinz Karl)“ geführt.

## Geschichte
Ingolstadt besaß bereits im Mittelalter starke Befestigungsanlagen. Nach der kampflosen Übergabe der Stadt an Napoleon Bonaparte ließ dieser den größten Teil dieser Anlagen im Jahr 1800 jedoch schleifen.
Das 1806 neu entstandene Königreich Bayern suchte unter König Max I. Joseph einen zentralen Waffenplatz, eine gesicherte Sammel- und Lagerstätte für die bayerische Armee vor zukünftigen Feldzügen sowie ein geschütztes Lager für die Regeneration nach „unglücklich verlaufenen Feldzügen“; die Entscheidung fiel auf Ingolstadt. Aus finanziellen Gründen konnten die konkreten Planungen jedoch erst unter König Ludwig I. aufgenommen werden.
Nach dem Deutsch-Französischen Krieg von 1870/71 wurde klar, dass die inzwischen in und um Ingolstadt entstandenen Befestigungen nicht mehr ausreichten, um die Stadt sowie die beiden Bahnhöfe vor moderner, weit reichender Artillerie zu schützen. Daher wurde zusätzlich ein vorgeschobener Fortgürtel errichtet. Insgesamt wurden dabei in einem Abstand von fünf bis acht Kilometern zum Stadtzentrum sieben Zwischenwerke und neun Außenforts neu gebaut.
Auf dem Großen Weinberg, südlich von Katharinenberg, entstand das „Fort VI“. Baubeginn war im März 1877, Ende November 1881 war das Fort weitgehend fertiggestellt; kleinere Restarbeiten dauerten jedoch noch bis Mitte  des folgenden Jahres an. Die offizielle Übergabe an das königliche Festungs-Gouvernement erfolgte am 27. Oktober 1882.

## Aufbau des Forts

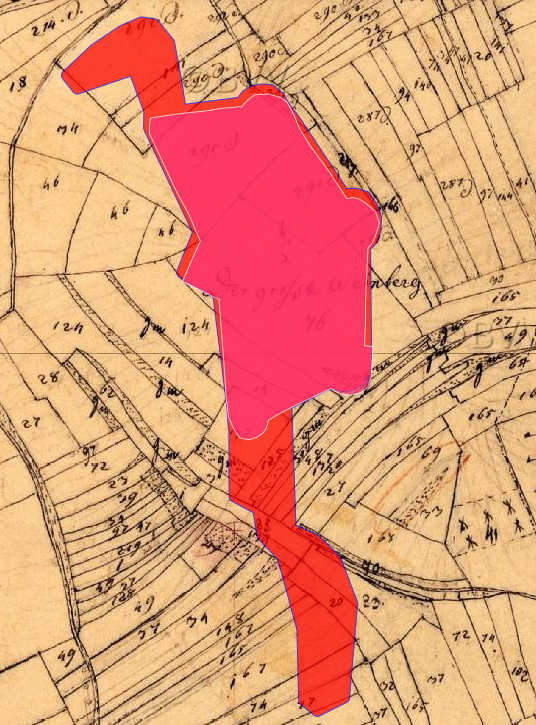
Lageplan von Fort Prinz Karl auf dem Urkataster von Bayern

Im Wesentlichen handelt es sich beim Fort VI um ein Biehler’sches Normalfort. Die Spitze ist nach Ost-Nordost ausgerichtet. Das Fort misst etwa 300 Meter in der Breite und ca. 180 Meter in Längsrichtung.
Da das Fort von der Feindseite möglichst nicht sichtbar und gegen direkten Beschuss geschützt sein sollte, mussten weite Teile des Forts in das Dolomitgestein auf der Kuppe des Großen Weinbergs gesprengt werden. Das Mauerwerk wurde mit Ziegeln oder Naturstein errichtet.
Das Fort VI besitzt wie die übrigen nördlich der Donau einen trockenen Graben. Dieser ist 7 Meter breit, ca. 5 Meter tief und an den Facen und Flanken gegen das Fort hin durch eine frei stehende Mauer begrenzt.
An der Spitze des Forts befindet sich in der Eskarpemauer (der festungsseitigen Grabenmauer) eine Saillantkaponniere, von der aus der Graben in beiden Richtungen der Länge nach mit je zwei Geschützen vom Kaliber 9 cm bestrichen werden konnte (Grabenstreiche). Die beiden Gräben an der linken und rechten Flanke konnten durch je eine Schulterkaponniere bestrichen werden. Diese verfügten im oberen Stockwerk ebenfalls über je zwei Geschütze und im unteren über Schießscharten für die Infanterie.
Das Fort war zunächst als reines Artilleriefort konzipiert, in dem die Infanterie nur eine untergeordnete Rolle spielte. Im Kriegsfall war es für eine Besatzung von ca. 600 Mann ausgelegt. Die Bewaffnung bestand ursprünglich aus den bereits erwähnten 8 Geschützen in Kasematten zur Nahverteidigung sowie über 22 Geschützen, die oberirdisch zwischen Traversen aufgestellt waren.
Die dem Feind abgewandte Seite des Forts, die so genannte Kehle, die nicht durch direkten Artilleriebeschuss gefährdet schien, wurde als zweistöckiges Gebäude ausgeführt. Hier war die Besatzung des Forts untergebracht. Neben dieser Kehlkaserne existierte eine weitere Kaserne in der Spitze des Forts, die jedoch nur im Kriegsfall belegt werden sollte.
Das Fort verfügte auch über einen eigenen Brunnen mit einem genieteten Wasserreservoir.
Entlang der Verbindungsstraßen in der Umgebung des Forts wurden Pappeln gepflanzt, um im Kriegsfall die Bewegungen eigener Truppen vor feindlichen Spähern zu verbergen.

## Modernisierung
Bereits wenige Jahre nach seiner Fertigstellung waren Befestigungsanlagen wie das Fort VI durch die immer durchschlagskräftigeren Brisanzgranaten der Artillerie zunehmend gefährdet. Ganz besonders galt dies für die offen aufgestellten Geschütze. Es wurden daher umfangreiche Verstärkungs- und Modernisierungsmaßnahmen in Angriff genommen.
Das Fort sollte nunmehr vor allem mit Infanterie bemannt werden; für die schwere Artillerie wurden seitlich der ursprünglichen Anlagen besser gepanzerte Anschlussbatterien gebaut. Beim Fort VI wurden die inneren Anschlussbatterien 1888/89, die rechte äußere Batterie 1889/90 errichtet. Eine linke äußere Anschlussbatterie ließ das im Norden zur Ortschaft Katharinenberg hin steil abfallende Gelände nicht zu. 1895/96 erfolgte nochmals ein Umbau der inneren Anschlussbatterien.
Die Überdeckung der Kasemattgewölbe wurde durch zusätzliche Beton- und Sandschichten verstärkt. Diese Arbeiten dauerten beim Fort VI vom 14. September 1889 bis zum 31. Mai 1892. Allerdings wurden diese Arbeiten nicht mehr zu Ende geführt. Im linken Teil der Kehlkaserne ist der Übergang vom verstärkten zum unverstärkten Teil noch deutlich am Verlauf der Fassadenoberkante zu erkennen. Die Fenster der Kehlkaserne bekamen eiserne Fensterläden, die im Falle von feindlichem Artilleriebeschuss Schutz gegen Granatsplitter bieten sollten. Um den Materialtransport für die Verstärkungsbauten zu erleichtern, wurde 1889 eine Feldbahn (System Haarmann) vom Lokalbahnhof zu den Forts VI und Va sowie zum Zwischenwerk Großmehring errichtet.
Um 1890 wurde im Fort VI ein großer Backofen eingebaut, da man zu der Erkenntnis gelangt war, dass im Falle eines feindlichen Angriffs der Nachschub von Brot aus der zentralen Kriegsbäckerei in Ingolstadt nicht mehr hätte gewährleistet werden können.
1891/92 wurde das Fort nach französischem Vorbild mit einem Gitterzaun umgeben, um die Sturmfreiheit zu verbessern.
1893 erhielt das Fort darüber hinaus zwei gepanzerte, drehbare Beobachtungsstände, die vom Grusonwerk in Buckau bezogen wurden.

## Bildergalerie

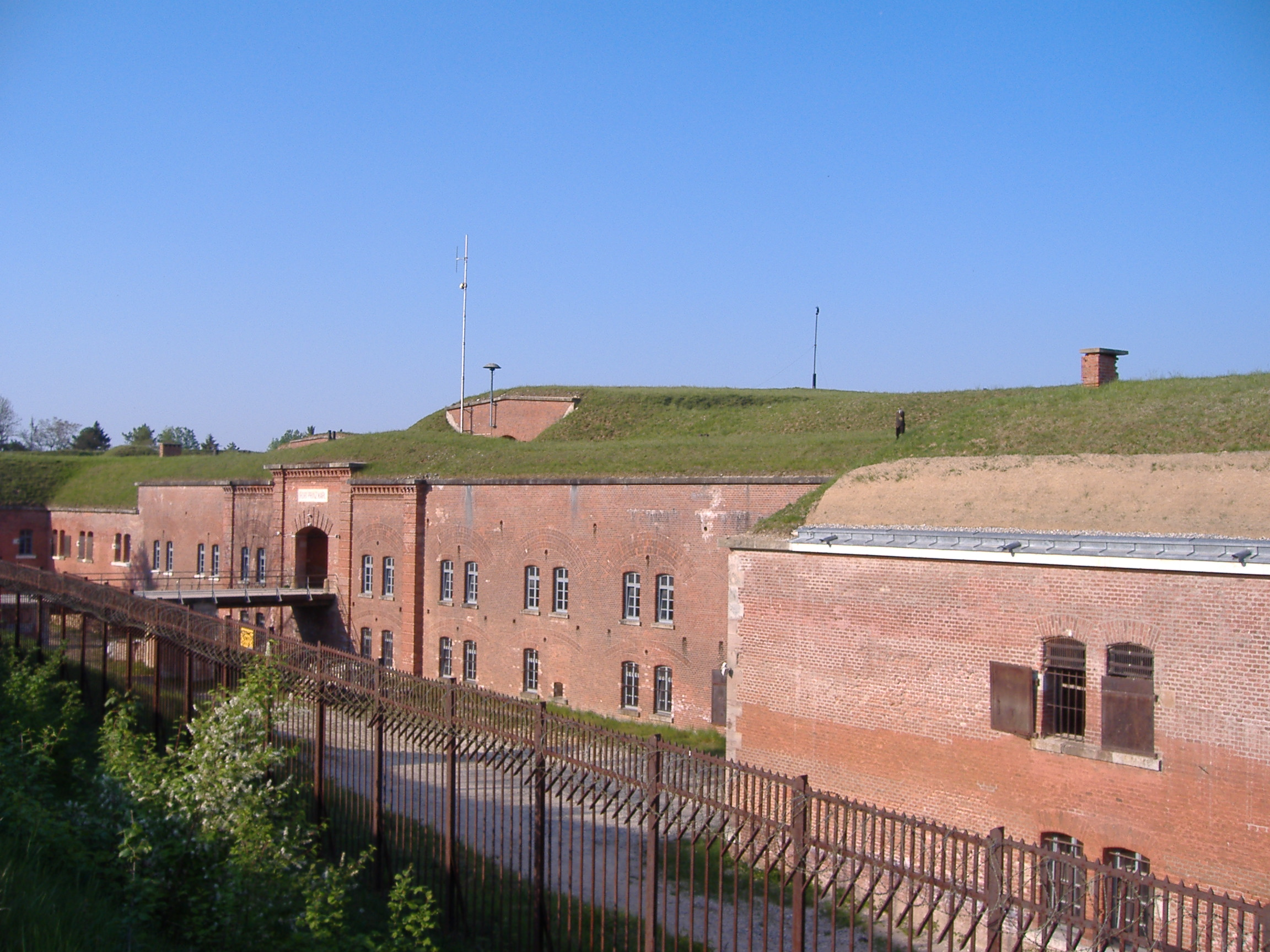
Kehlkaserne; die Fenster im Vordergrund besitzen eiserne Fensterläden
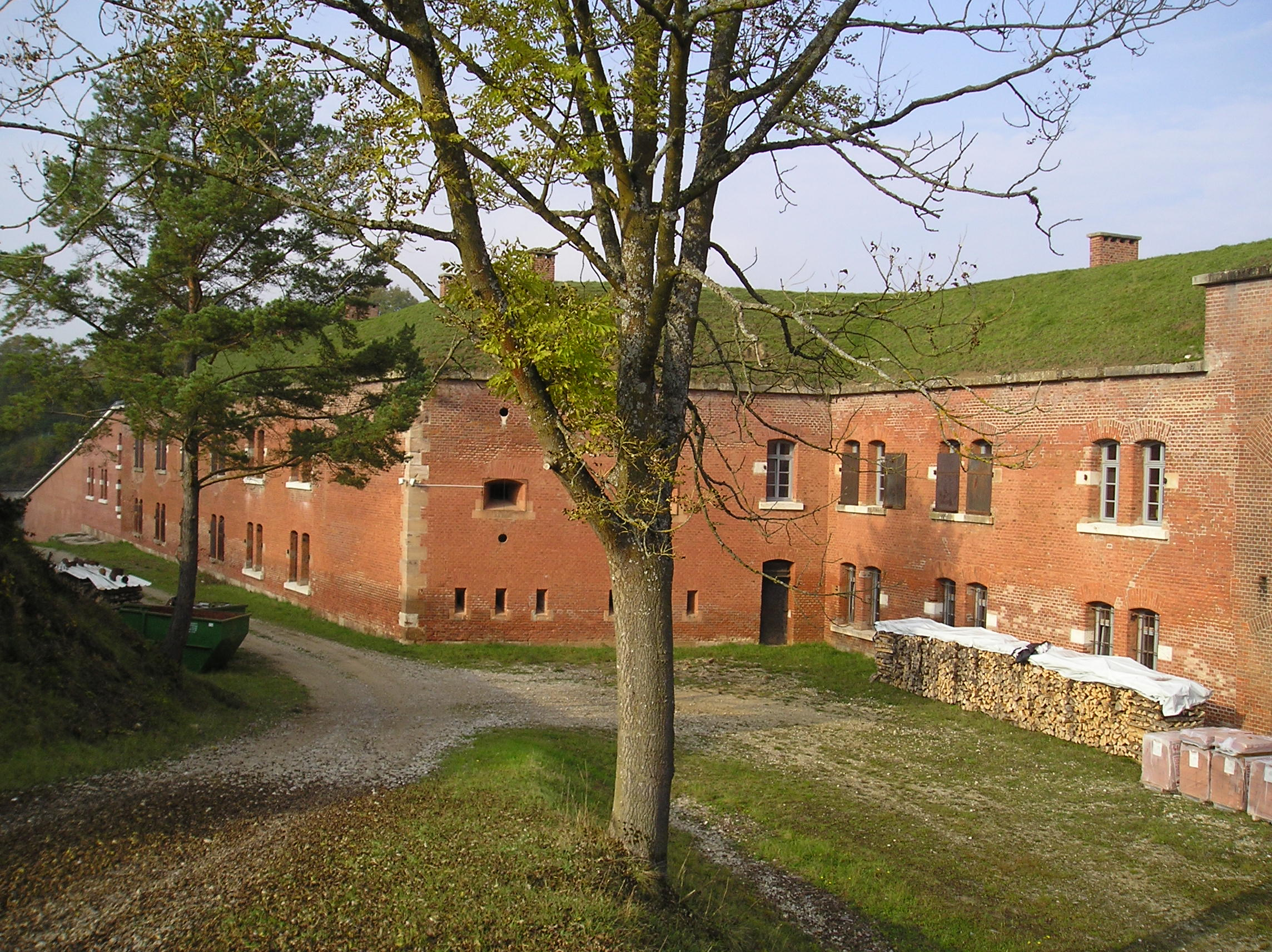
Linker Teil der Kehlkaserne; am rechten Bildrand ist der Übergang vom verstärkten zum unverstärkten Teil des Forts erkennbar
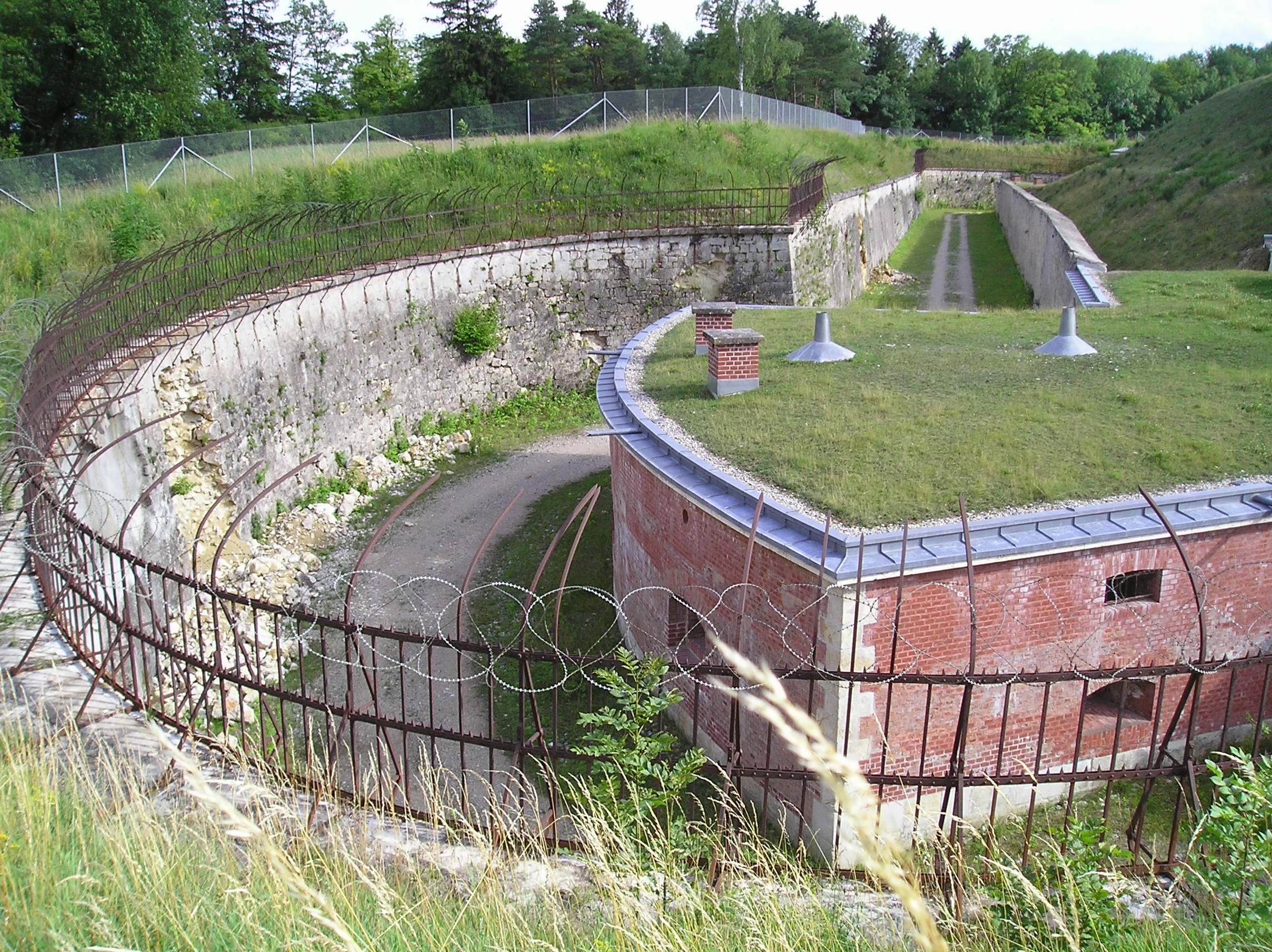
Saillantkaponniere, am äußeren Grabenrand die 1891/92 errichteten Sturmgitter
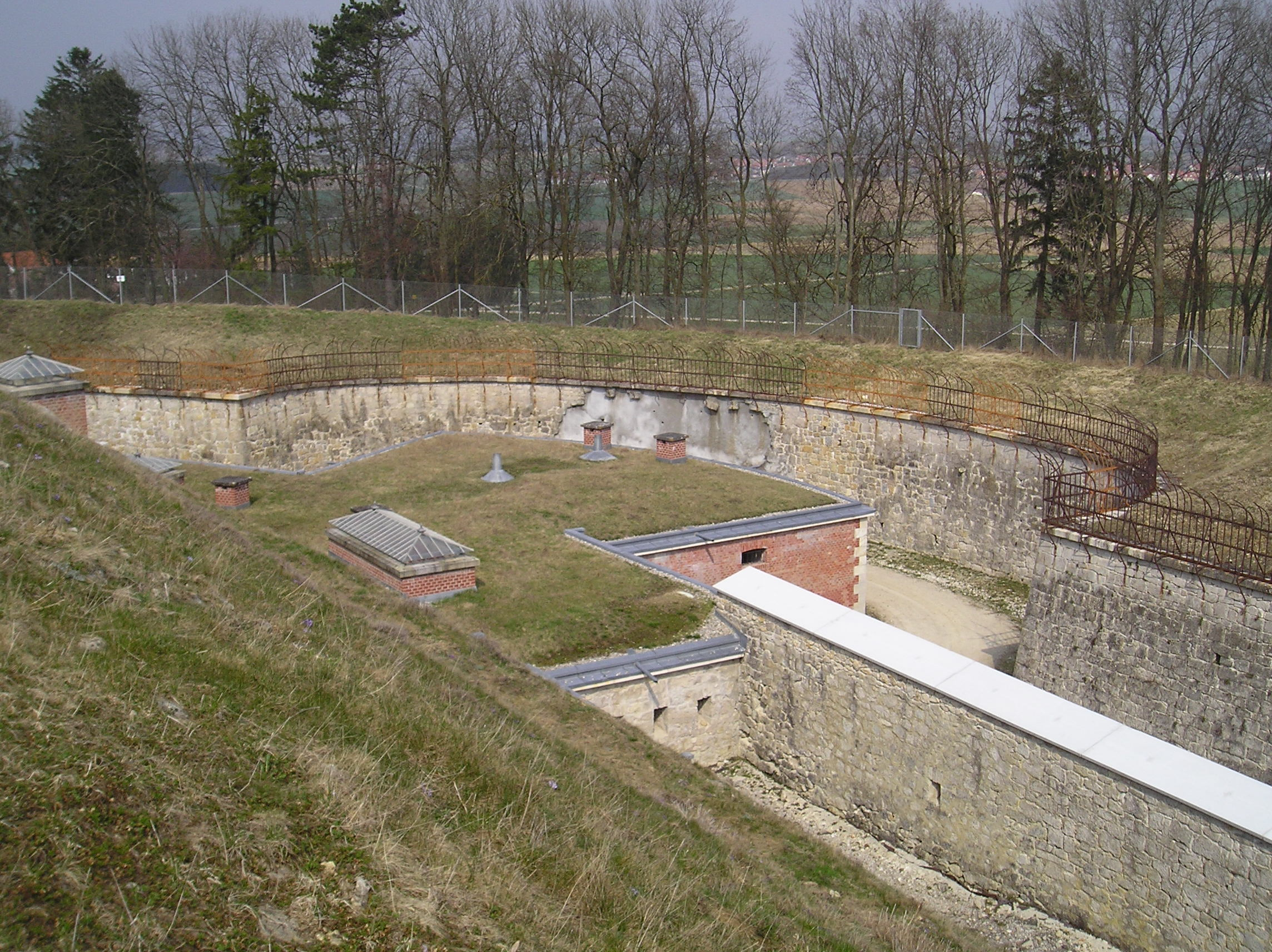
Saillantkaponniere, rechts die frei stehende Mauer
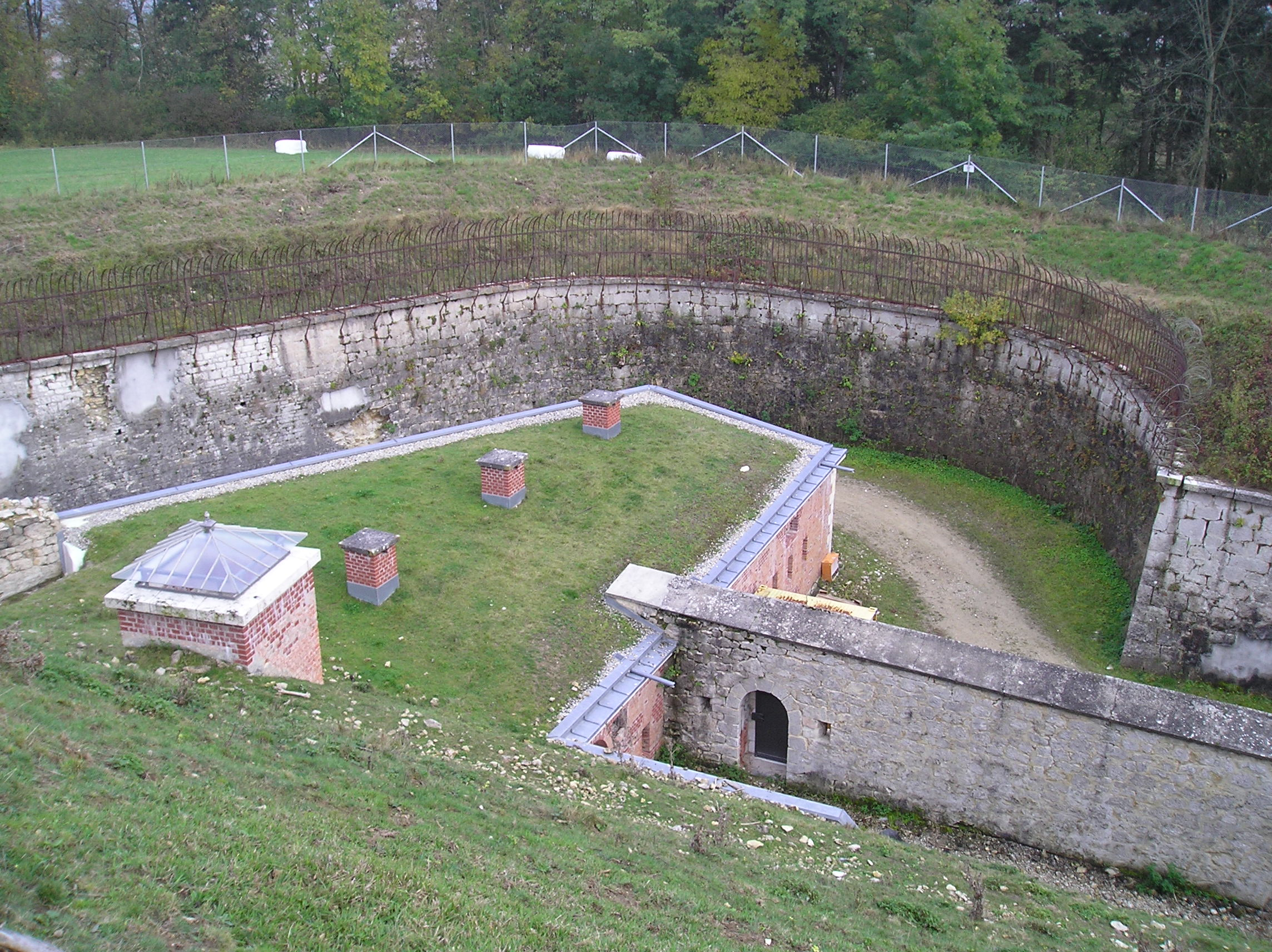
Rechte Schulterkaponniere, ebenfalls mit frei stehender Mauer
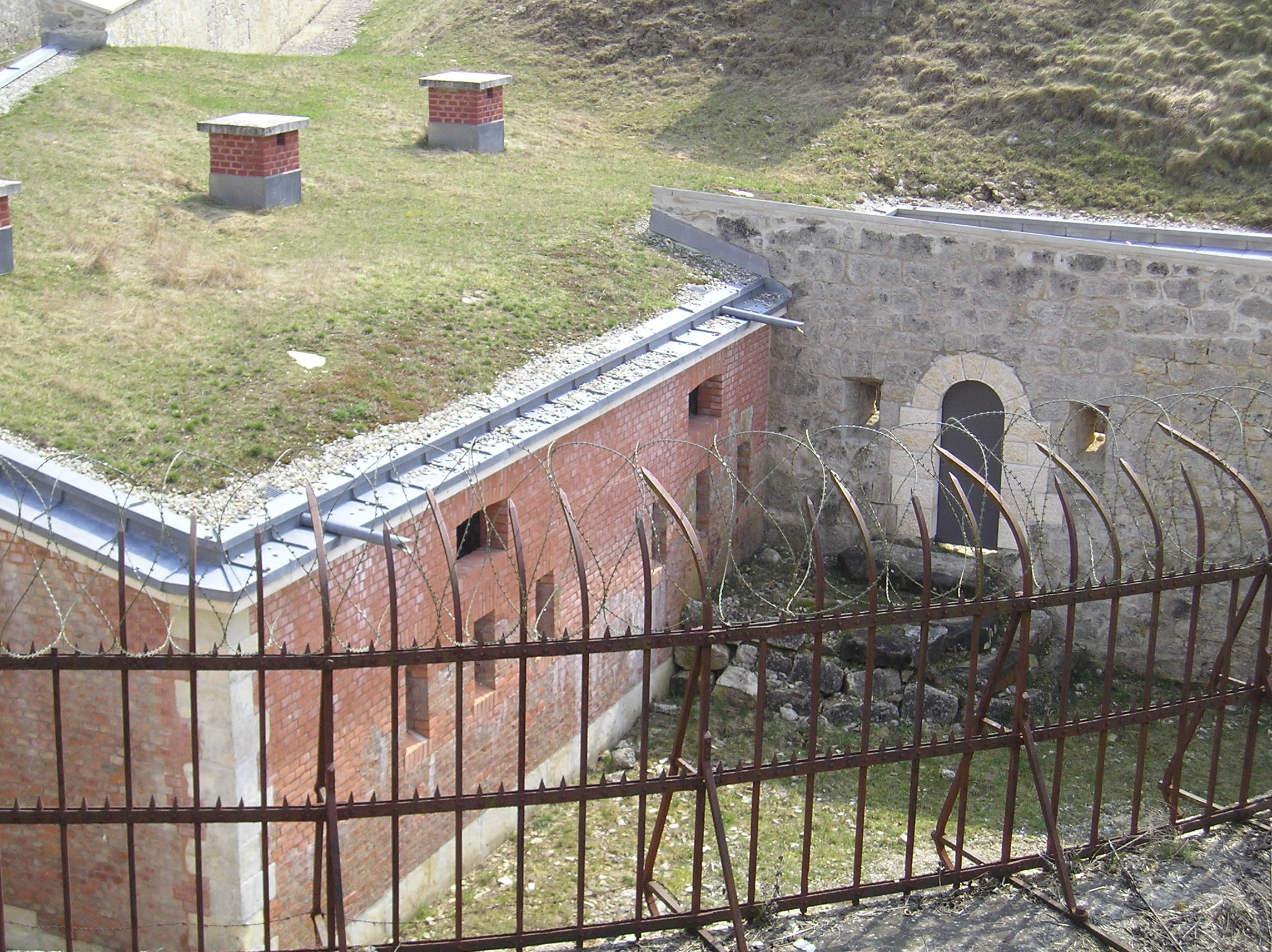
Linke Schulterkaponniere mit Sturmgittern im Vordergrund
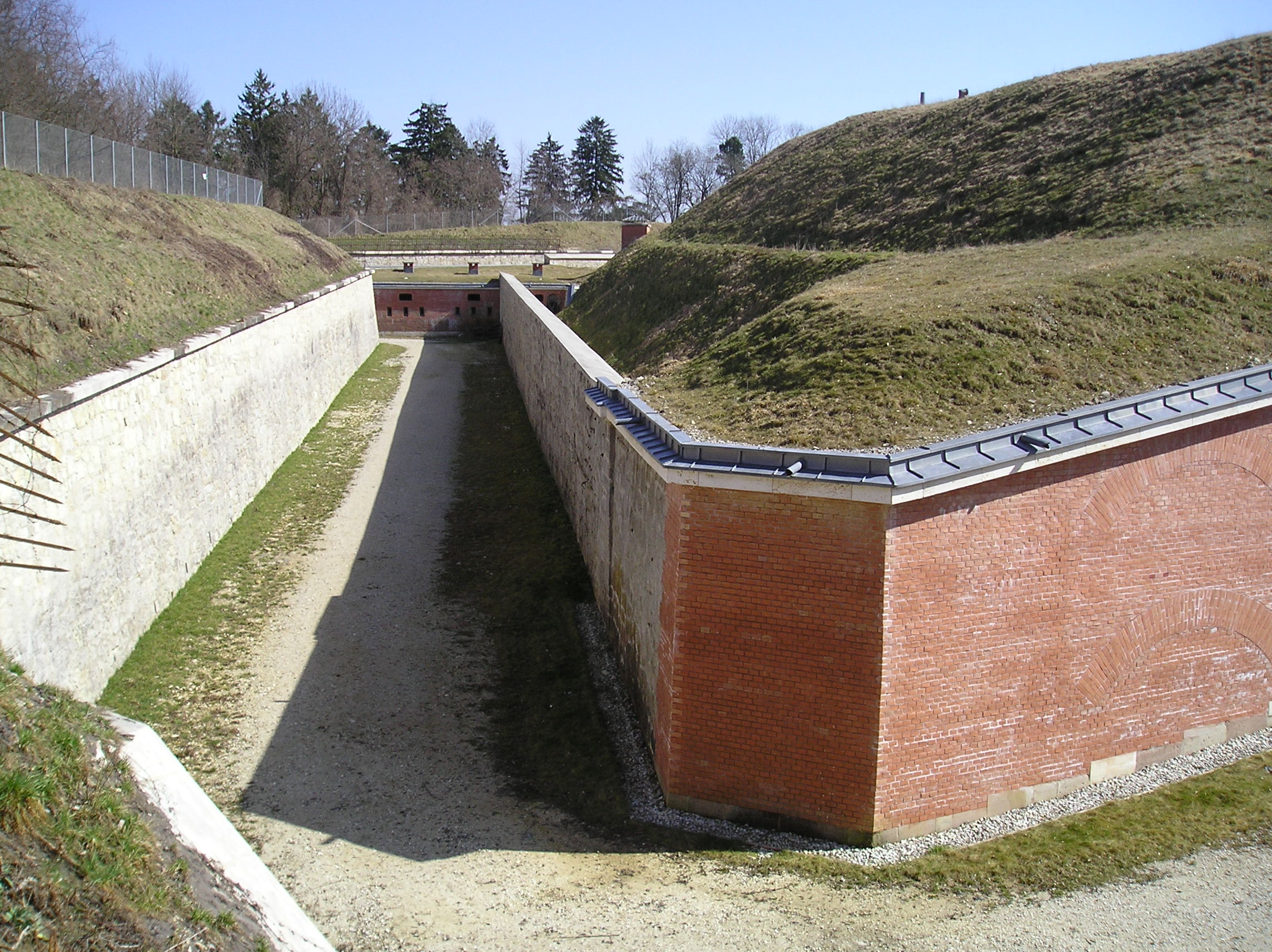
Blick entlang des linken Flankengrabens auf die linke Schulterkaponniere
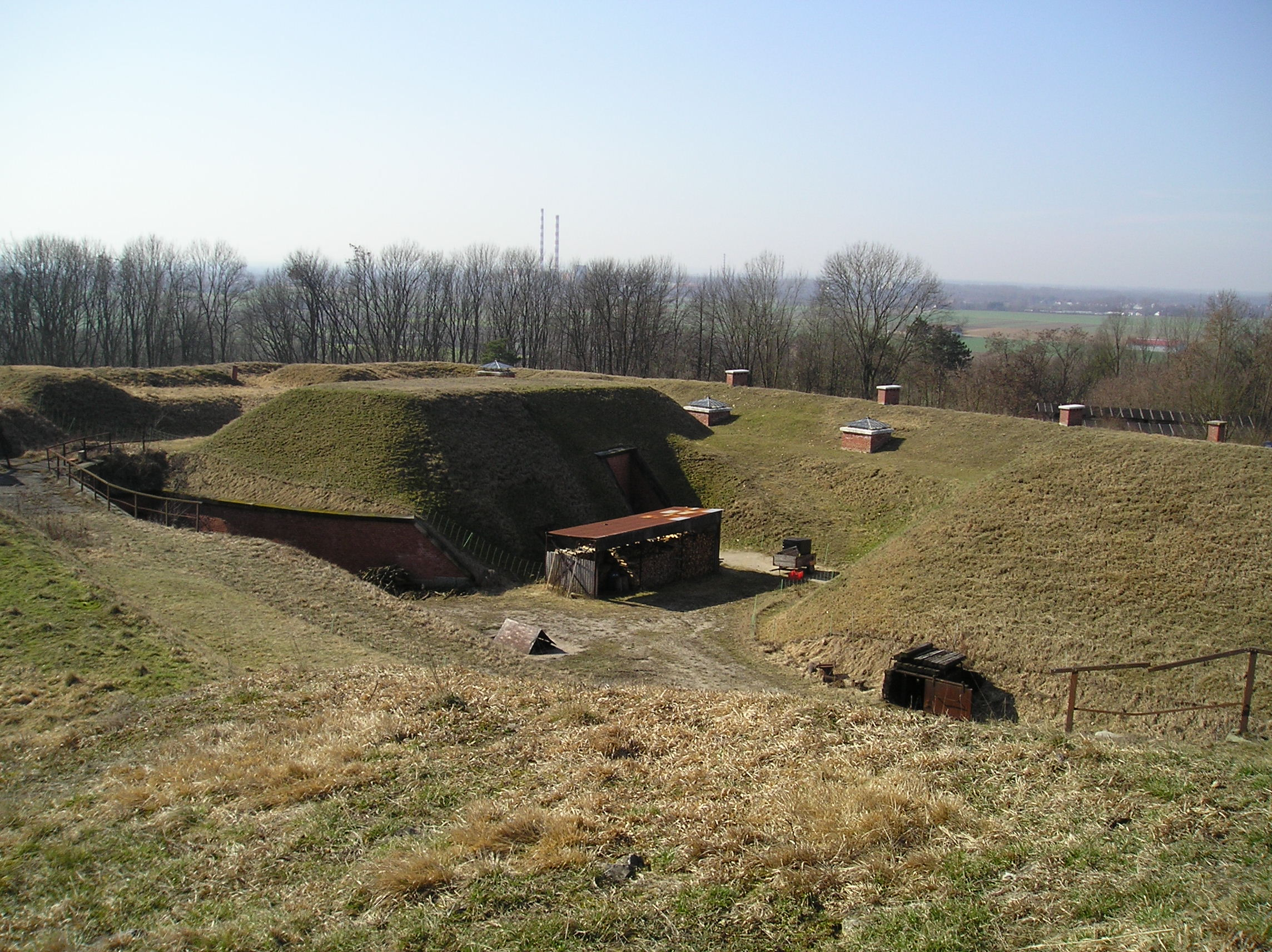
Blick nach Südwesten über das Fort
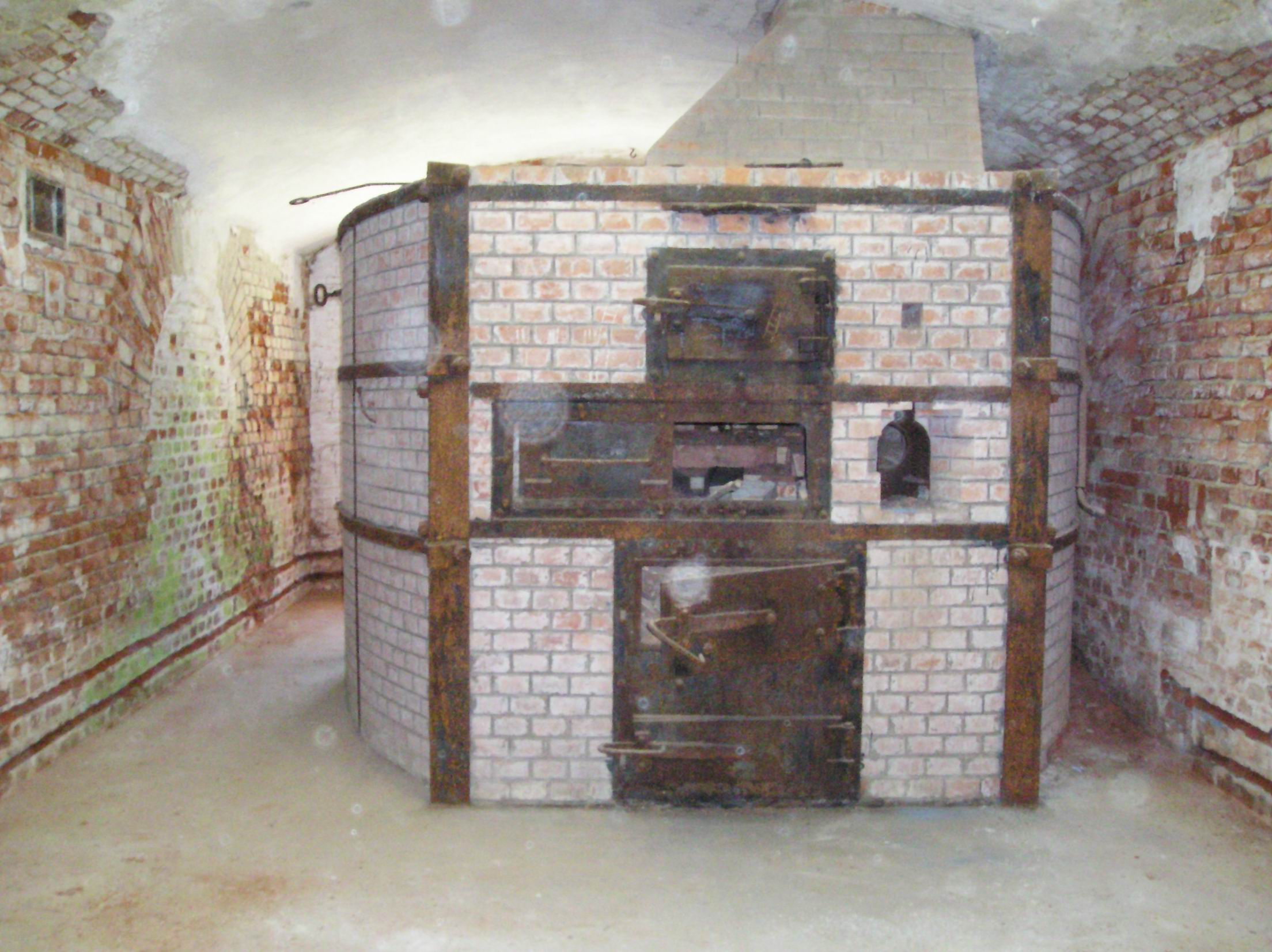
Backofen
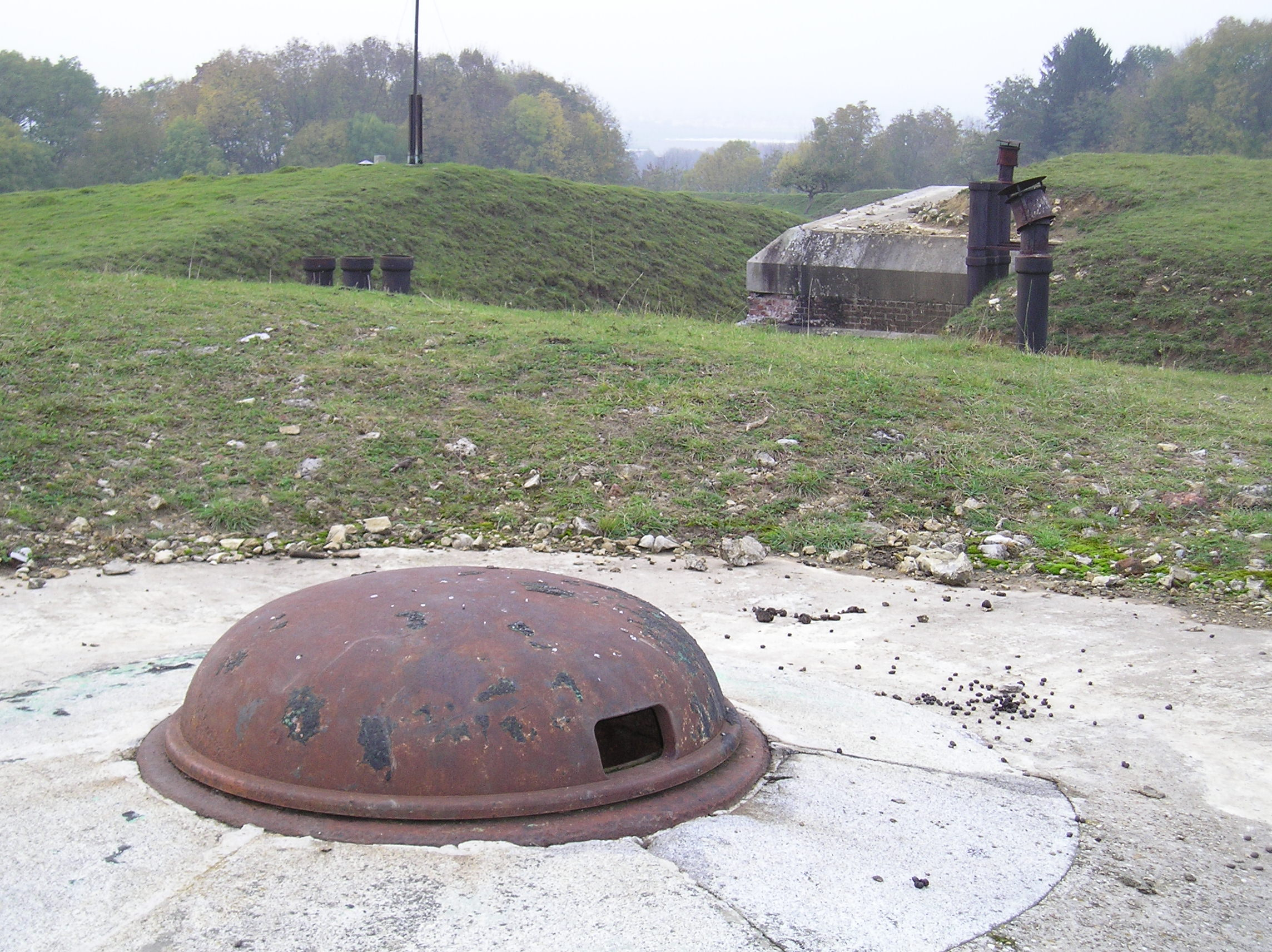
Gepanzerter, drehbarer Beobachtungsstand
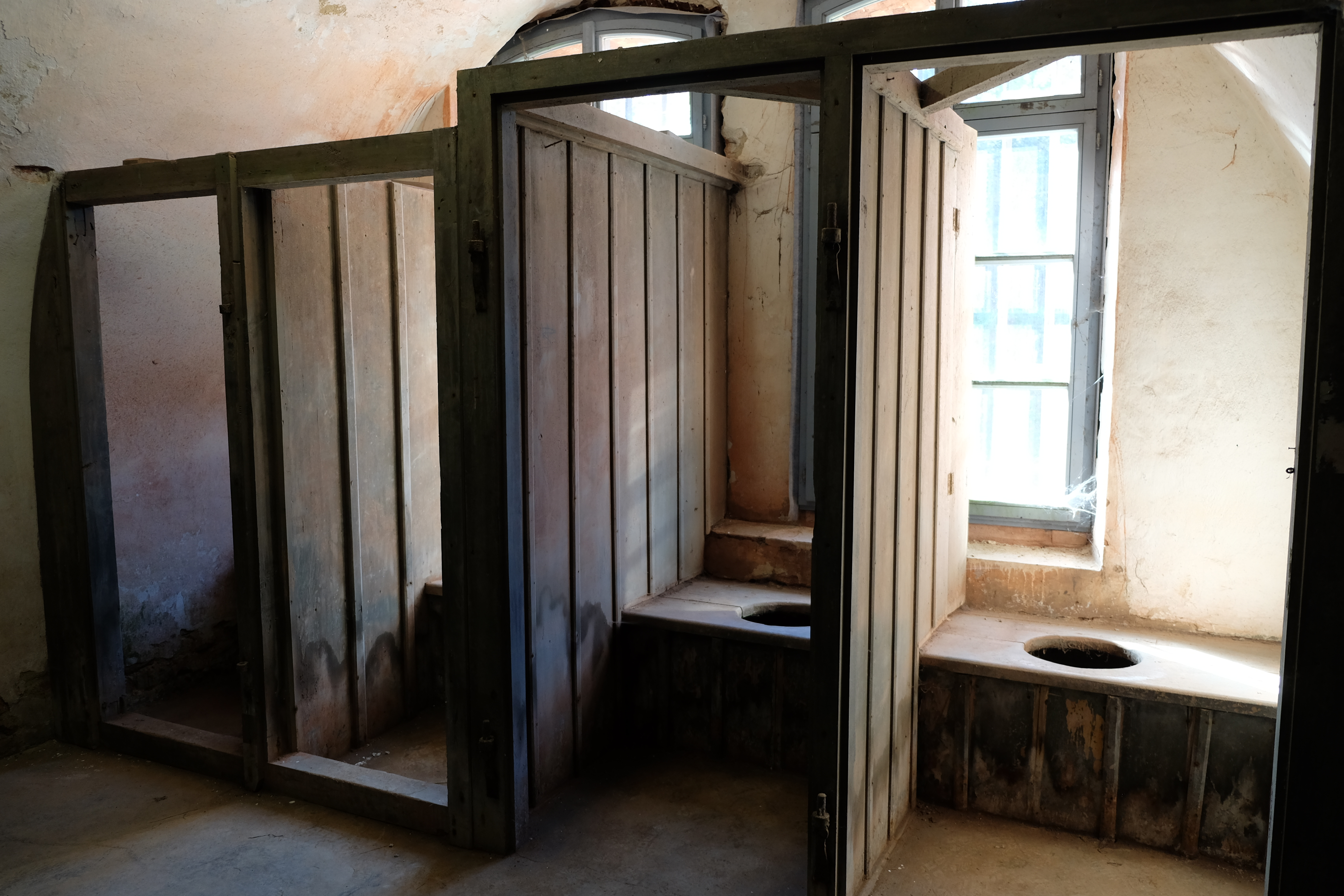
Toiletten für die Offiziere
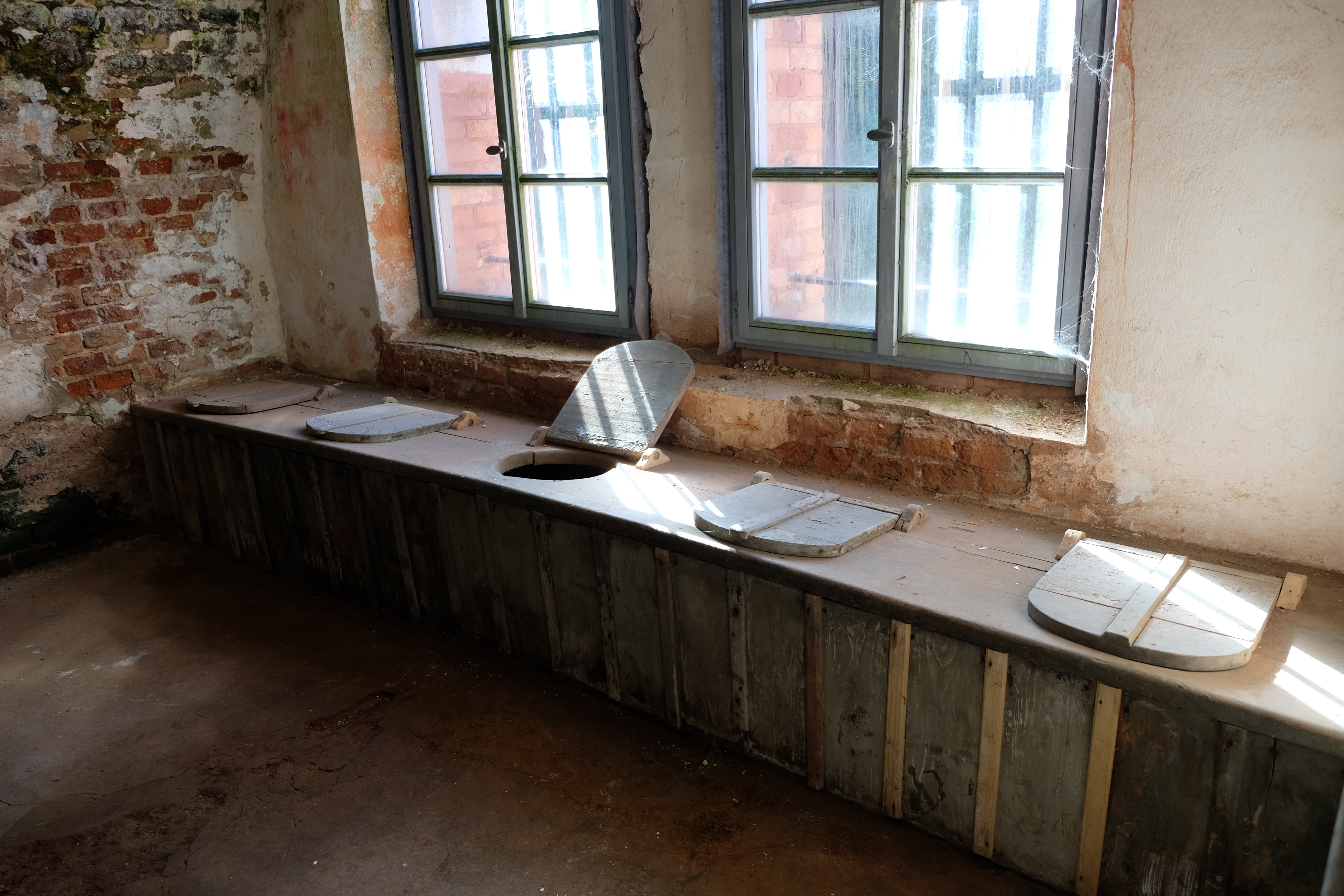
Toiletten für die Mannschaftsgrade

## Namensgebung
Erst dreizehn Jahre nach seiner Fertigstellung erhielt das Fort VI einen eigenen Namen:

„Zum ehrenden Gedächtnis Meines in Gott ruhenden Oheims, des um die Armee so hochverdienten, langjährigen Feldmarschalls Prinzen Karl von Bayern, Königlicher Hoheit, bestimme ich aus Anlaß der 100-jährigen Wiederkehr Höchstdessen Geburtstages, daß vom 7. Juli 1895 an das Fort VI in der Festung Ingolstadt den Namen „Prinz Karl“ führe.“

Die Umbenennung wurde mit Garnisons-Wachparaden und 50 Salutschüssen gefeiert.

## Nutzung im 20. und 21. Jahrhundert
Im Ersten Weltkrieg wurde das Fort Prinz Karl zur Unterbringung von Kriegsgefangenen genutzt, wobei die Belegungszahlen stark schwankten. So waren im März 1915 im Fort Prinz Karl 1131 Franzosen untergebracht, während es im Dezember 1916 nur noch mit 200 Offizieren belegt war. Kurz nach Kriegsende wurden im Fort etwa 300 Spartakisten inhaftiert. Der letzte politische Gefangene wurde am 25. Juli 1919 abtransportiert. Anfang der 1920er Jahre wurde das Fort Prinz Karl außerdem als Ausländer-Sammellager genutzt.
Im Jahre 1937 wurde die Festung Ingolstadt endgültig aufgelassen. Die permanenten Forts gingen in die Verwaltung des Heereszeugamtes über und dienten der Wehrmacht bis 1945 meist als Munitionsdepot oder zur Laborierung von Munition, so auch das Fort Prinz Karl.
Nach Kriegsende wurden die meisten Befestigungsanlagen rund um Ingolstadt durch die US-Besatzungsmacht gesprengt. Das Fort Prinz Karl blieb als einziges erhalten – vermutlich, da bei einer Sprengung aufgrund der großen Mengen von eingelagerter Munition die nahe Ortschaft Katharinenberg zu sehr in Mitleidenschaft gezogen worden wäre.
Bis 1973 nutzte die Bundeswehr das Fort Prinz Karl als Munitionsdepot. Heute beherbergt es das Sprengkommando Ingolstadt. Das Innere des Forts kann nur im Rahmen von Sonderführungen besichtigt werden.
Seit 1999 wurde das unter Denkmalschutz stehende Fort in mehreren Abschnitten teilweise saniert, um zumindest die gröbsten Schäden (vor allem durch Feuchtigkeit) zu beseitigen und die weitere Zerstörung von originaler Bausubstanz zu verhindern.
Seit 2016 bietet das Bayerische Armeemuseum regelmäßig Führungen im Fort an.